# Jacques Van Reysschoot
Jacques Van Reysschoot (Gent, 2 mei 1905 - 1975) was een Belgisch ijshockeyer.

## Levensloop
Van Reysschoot maakte deel uit van het Belgisch team dat op het Europees kampioenschap van 1927 een zilveren medaille behaalde. Tevens maakte hij deel uit van het Belgisch ijshockeyteam op de Olympische Winterspelen van 1928 te Sankt Moritz en het Belgisch team op het wereldkampioenschap van 1930. Op clubniveau speelde hij voor Cercle des Patineurs Anversoise (CPA) en Le Puck d’Anvers.
Na zijn sportcarrière werd hij actief als scheidsrechter in het internationaal ijshockey. 
Zijn broer Pierre en neef André Poplimont waren eveneens actief in het ijshockey. 